# آکادمیک سرگئی کورولف
اکادمیک سرگئی کورولف (به انگلیسی: Akademik Sergei Korolev) یک کشتی است که طول آن ۵۹۶ فوت (۱۸۲ متر) می‌باشد.